# Kreuz Köln-Gremberg
Kreuz Köln-Gremberg is een knooppunt in de Duitse deelstaat Noordrijn-Westfalen.
Op dit knooppunt sluiten de tot snelweg uitgebouwde L124 vanuit Köln-Deutz en de A559 vanaf Dreieck Porz aan op de A4 Nederlandse grens ten noordwesten van Aken-Keulen.

## Geografie
Het knooppunt ligt in de stad Keulen, ten zuiden van de wijk Köln-Humboldt/Gremberg in het stadsdeel Köln-Kalk.
Direct ten zuiden van het knooppunt ligt de Kiesgrubensee Gremberghoven.
Het knooppunt ligt ongeveer 7 km ten zuiden van het centrum van Keulen en ongeveer 25 km ten noorden van Bonn. Het knooppunt ligt op de zuidelijke ring van Keulen.

## Configuratie
Het een onvolledig klaverbladknooppunt met rangeerbanen voor zowel de A4 als A559. Het knooppunt is onvolledig omdat de verbindingsweg Dreieck Porz-Dreieck Köln-Heumar ontbreekt. Nabij het knooppunt heeft de A4 2×3 rijstroken en de A559 heeft 2×2 rijstroken. De verbindingsweg Aken-Bonn heeft tot vlak voor de overgang naar de invoegstrook naar de A559 2 rijstroken waarna hij overgaat naar één rijstrook. Alle andere verbindingswegen hebben over de gehele lengte één rijstrook.

## Verkeersintensiteiten
Dagelijks passeten ongeveer 160.000 voertuigen het knooppunt
| Van                  | Naar                          | Gemiddeld aantal voertuigen per dag |
| -------------------- | ----------------------------- | ----------------------------------- |
| AS Köln-Poll (A 4)   | AK Köln-Gremberg              | 103.300                             |
| AK Köln-Gremberg     | Heumarer Dreieck (A 3/A 4)    | 80.700                              |
| Autobahnende (L 124) | AK Köln-Gremberg              | 50.500                              |
| AK Köln-Gremberg     | AS Köln-Gremberghoven (A 559) | 84.200                              |

## Richtingen knooppunt
| Aansluitende wegen                    | Aansluitende wegen                                     | Aansluitende wegen | Aansluitende wegen | Aansluitende wegen                                  |
| ------------------------------------- | ------------------------------------------------------ | ------------------ | ------------------ | --------------------------------------------------- |
| L124 richting Keulen-Zentrum / -Deutz |                                                        |                    |                    |                                                     |
|                                       |                                                        |                    |                    |                                                     |
| richting Keulen-Vingst / -Poll Aken   | richting Keulen-Ost / Oberhausen Olpe / Frankfurt a.M. |                    |                    |                                                     |
|                                       |                                                        |                    |                    |                                                     |
|                                       |                                                        |                    |                    | richting Luchthaven Keulen-Bonn Bonn / Königswinter |